# 九州国際大学
九州国際大学（きゅうしゅうこくさいだいがく、英語: Kyushu International University）は、福岡県北九州市八幡東区平野1-6-1に本部を置く日本の私立大学。1930年創立、1950年大学設置。大学の略称は九国大（きゅうこくだい）、九国、KIU。
1950年に八幡大学として設置され、1989年に現在の校名へ変更された。

## 概観

### 大学全体
九州国際大学は1930年開校された九州法学校を源流とする大学である。戦前、旧制九州専門学校から、戦後、戸畑専門学校、八幡専門学校を経て1950年新制八幡大学となった。

### 建学の精神
『単ニ知識ヲ授ケルバカリデナク、塾的精神ニ依リ、相互ニ心的鍛錬ヲナシ、以ッテ誠実、有為ナル人材ヲ養成スル』
九州法学校・九州専門学校時代からの中心人物宇賀田順三の薫陶伝統精神が、人材の育成と共に実学の尊重・塾的精神である。

## 沿革
1929年、九州帝国大学の主事前田稔靖は、1924年同大学法文学部法科設立時の教授・大澤章（第一回九州法学校校長、国際法・憲法担当）、西山重和（国際法教授）、野津務（商法教授）と共に北九州地区に法律・経済の専門教育機関を設立することを企画。翌1930年に福岡県の許可を得て、小倉市田町（現在の小倉北区室町）に九州法学校を開設した（当初の校名は九州法学院、1932年から九州法学校。大学は1930年の法学校開校を創起としている）。当時北九州地区の新興企業や有力商社・金融機関への人材育成と、夜学勤労者の為の教育の場として設立されたのが、現九州国際大学の源流となる九州法学校である。1940年、旧制専門学校令により九州専門学校に移行・開学となるが戦時非常時局下であり1943年には閣議決定に基づき文科系大学・専門学校を整理統合する令を文部省が通達。翌1944年には九専と福岡市の福岡高等商業学校との合併命令が下って九州経済専門学校が成立し、一部学生は福岡（旧福岡高商）・二部学生は戸畑(旧九専)で授業が行われる事となった。1947年財団法人巌会(実業家田中巌戸畑市議会議長の出資による)と八幡製鐵所の支援を受け宇賀田順三・高木孝詮を中心とし、九州専門学校の伝統を継承するものとして旧戸畑市大字中原の製鐵養成工予科訓練所跡に戸畑専門学校が開設された。1948年八幡市枝光(八幡製鐵所より移譲されたかつて製鐵技術員要請所があった八幡市枝光犬川ヶ丘)に移転し八幡専門学校となる。そして1950年文部省より新制大学の設置許可が下り八幡大学開学となった。初代学長は東京控訴院長（現東京高等裁判所）田中右橘。当時八幡大学法学部は関西以西の西日本地区に於いて九州大学に次いで法学部を擁していた。1952年九州法学校からの中心人物であり同理事でもあった九州帝国大学教授宇賀田順三が第二代学長に就任。1955年元衆議院議員で弁護士の安田幹太が第三代学長に就任。1965年には本館・大講義室棟・大講堂棟が落成した。キャンパスは北九州市八幡東区枝光五丁目(通称犬川ヶ丘、八幡大学関係者に於いては幾つかの枝光の長い階段が有名)。
1960年から「文部科学大臣委嘱司書講習会」を定期開催。
1989年大学名を九州国際大学に変更し八幡東区平野に国際商学部を開設した。
2000年には枝光キャンパスから平野新キャンパス（八幡東区平野地区にあった旧八幡製鐵所平野社宅跡地）への全学移転。大学キャンパスを周辺地域に開放した。
2011年度から本学開学時から伝統のあった夜間教育（二部）を廃止し昼間教育のみに切り替えた。但し大学院に於いては夜間の講義を行っている。
2014年度から地域連携センターにて一般市民を対象とした法律相談所を設置し講義を開く。これは旧八幡大学時代、安田幹太らが中心となり1953年から開設されていた法律相談部の流れを引き継いだものである。
2024年全学部・学科の教育プログラム「数理・データサイエンス・AI教育プログラム（リテラシーレベル）」が、文部科学省の「数理・データサイエンス・AI教育プログラム（リテラシーレベル）」認定制度に認定される。

## 年表
- 1930年 九州法学校設立
- 1940年 九州専門学校として旧制専門学校に転換
- 1944年 福岡高等商業学校と統合して九州経済専門学校に
- 1947年 戸畑専門学校として再開
- 1949年 八幡専門学校となる
- 1950年 八幡大学として設置（法学部法律学科第一部・第二部）
- 1951年 法学部を法経学部に、法経学部に経営経済学科増設
- 1953年 短期大学を設置
- 1955年 学校法人八幡大学が設立される
- 1958年 八幡大学附属高等学校（男子部）を設立
- 1963年 八幡大学附属高等学校（女子部）を増設
- 1967年 附属図書館が完成
- 1970年 社会文化研究所設立
- 1973年 短期大学を廃止
- 1989年 九州国際大学に校名変更。国際商学部開設（平野キャンパス）
- 1994年 法経学部を法学部と経済学部に分離・改組
- 1996年 大学院法学研究科法律学専攻修士課程を開設
- 1997年 法学部で昼夜開講制を実施。文化交流センター完成
- 1999年 枝光キャンパスと平野キャンパスの統合。大学機能は全て平野へ（枝光キャンパスは付属高が専有）。経済学部で昼夜開講制を実施。別科日本語研修課程を開設
- 2000年 KIUドーム（平野記念館）・3号館が完成。国際商学部を国際ビジネス学科、アジア共生学科に再編。九州国際大学付属中学校設立
- 2001年 大学院企業政策研究科企業政策専攻修士課程を開設、 法学部に総合実践法学科を開設。次世代システム研究所設置（現在は分離移転、研究会事務局を設置[7]）
- 2005年 国際商学部を国際関係学部国際関係学科に改組
- 2009年 法学部の総合実践法学科を学生募集停止
- 2010年 付属高等学校の男子部と女子部を統合し、男女共学化
- 2011年 昼夜開講制を廃止（夜間主コースを廃止）
- 2012年 別科日本語研修課程を廃止
- 2013年 地域連携センター、多目的グランドを開設。法学部の総合実践法学科を廃止
- 2014年 基盤教育センターを開設
- 2016年 教育用一般社団法人「学生キャリアサプリ研究会」を創設[8]
- 2017年 現代ビジネス学部地域経済学科、国際社会学科を開設。経済学部と国際関係学部を集約し募集停止
- 2021年 北九州市主催「北九州SDGs登録制度」に於いて教育機関として初の第１次事業者登録[9]

## 基礎データ

### 所在地
- 平野キャンパス（北九州市八幡東区平野1-6-1）　2001年度北九州市都市景観賞を受賞[10]
- 若松グラウンド（北九州市若松区大字蜑住）

### 校章
- 橘の木と大學の文字をデザインしたもの（大学旗・同窓会旗等に使用されている）[1]。

橘の木については戸畑専門学校開校時に校長の高木孝詮が高等教育の象徴として橘の木を校章に採用し、校歌歌詞にも使われたことから始まる。また戸専校舎の玄関横に橘の樹が植えられていた。
- 九州国際大に校名変更後はKIUを組み合わせたロゴもシンボル・マークとしている。

### スクールカラー
- 紫紺（大学旗・同窓会旗・応援幟の背景色は紫紺である）[1]

### 学歌
- 作詞　高木孝詮（旧戸畑・八幡専門学校初代校長、八幡大学第5代学長）
- 作曲　山田耕筰

1940年に発表された山田耕筰による九州専門学校校歌楽譜を採用し、1947年戸畑専門学校校歌として当時の高木校長が作詞。歌詞は第三まであり、学歌は大学ホームページにて第一、第二まで試聴可能。全歌詞は大学史、同窓会史、橘會会報、等に掲載。

## 教育および研究

### 学部
- 法学部
  - 法律学科
    - キャリアコース
    - リスクマネジメントコース
    - 資格取得・不動産管理コース（資格取得コースへ再編）
- 現代ビジネス学部
  - 地域経済学科
    - 経済コース
    - 経営コース
    - 地域づくりコース
    - 観光ビジネスコース
    - スポーツマネジメントコース

  - 国際社会学科
    - 英語コース
    - ハングルコース
    - 国際コース (短期留学が必須となっている)
- 経済学部（募集停止 現代ビジネス学部地域経済学科へ集約）
  - 経済学科
    - 地域づくりコース
    - 企業人養成コース
    - ビジネスアスリートコース

  - 経営学科
    - （ビジネス・）アカウンティングコース
    - ビジネスリーダーコース
    - 企業人養成コース
    - ビジネスアスリートコース
- 国際関係学部（募集停止 現代ビジネス学部国際社会学科へ集約）
  - 国際関係学科
    - 英語コース
    - ハングルコース
    - 国際協力コース
    - 観光ビジネスコース

### 大学院
- 法学研究科
  - 法律学専攻(修士課程)
- 企業政策研究科（2022年度より募集停止）
  - 企業政策専攻(修士課程)

### 教育
- 文部科学省　キャリア形成支援プログラム　大学教育・学生支援推進事業
  - 学生支援推進プログラム採択

### 研究
- 社会文化研究所
- FUTURA経済研究センター
- 次世代システム研究会事務局　現代ビジネス学部　松井貴英研究室
- 地域連携センター(北九州市企画調整局SDGs推進室依頼研究 SDGsの視点を踏まえた地域課題解決型研究)[13]
- 一般社団法人学生キャリアサプリ研究会(九国大法学部キャリアコースの実践の場として同学部が設立した法人)

## 附属機関

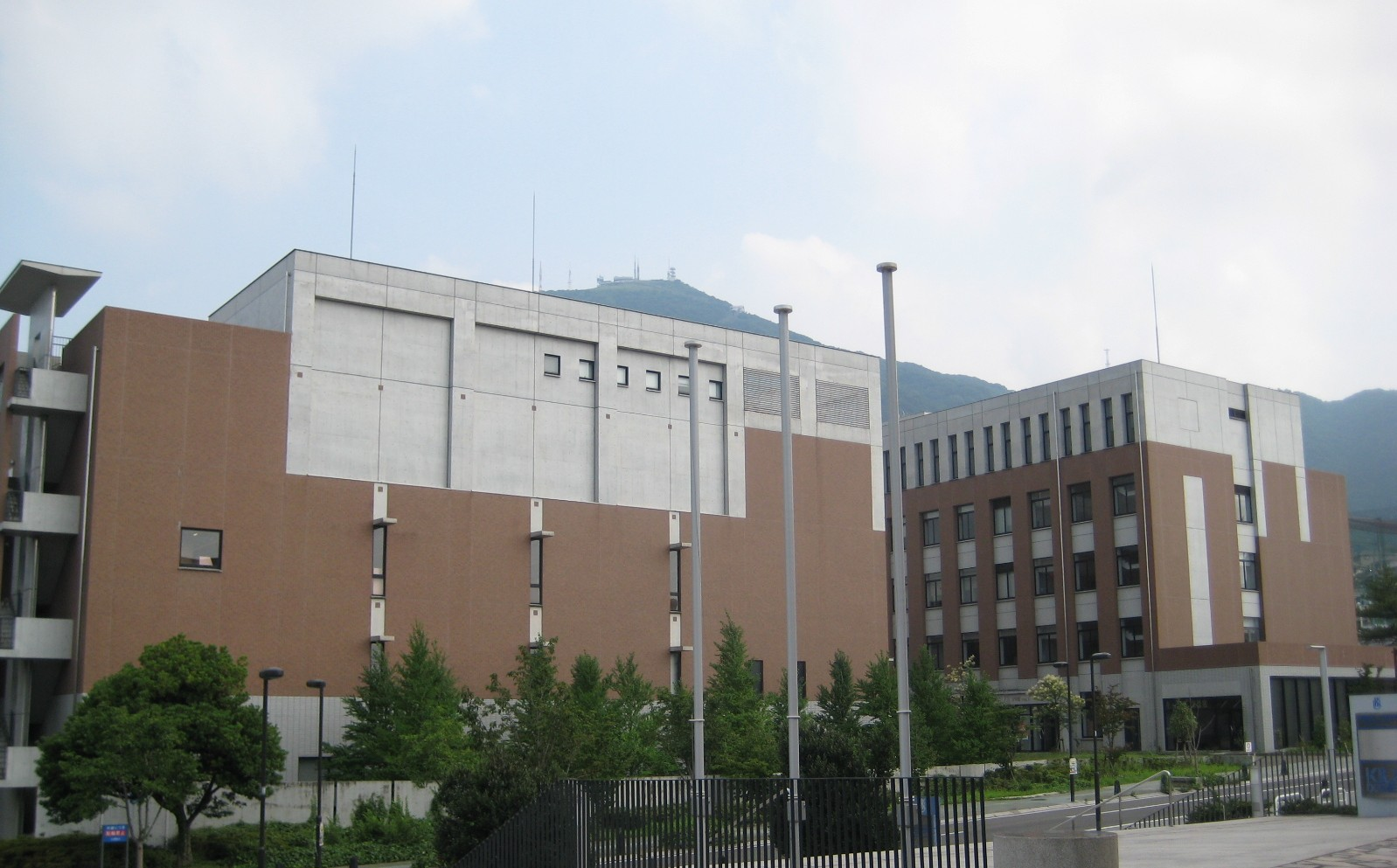
九州国際大学 左から図書館の入ったメディア・センター、3号館

- 社会文化研究所
1945年宇賀田順三が設立した皇国体制研究所が起源[14]。
1970年それまであった産業経済研究所と法律研究所が統合され新たに設置。
- エクステンション・センター
各種資格試験・検定のための講座を設置しているバックアップ・センター
- ネットワーク・センター
- 文化交流センター
- 国際センター
留学生のためのサポートセンター
- メディア・センター
図書館（センター内の2Fから5Fを占め蔵書は約50万冊、一般市民の利用可能。八幡製鐵所との関係が古くからあり1949年大学設立時に受けた寄贈の図書（約一万冊）を中心とした製鐵文庫がある）[15]。その後もカーネギー平和財団やニューヨーク公立図書館からも法律専門洋書が寄贈されている。
1967年9月に竣工された八幡大学図書館（枝光キャンパス時代の旧図書館）は西日本私学の中で当時もっとも図書館設備に於いて機能的と評価された[16]。
図書館マスコットキャラクターはKIUに因みキウリ（KIULi）くん
システム・カフェ（1Fに設置されているパソコンを自由に使用できるカフェ）
- 基礎教育センター
英検、TOEIC、就職試験対策、卒論作成指導などの学習支援
- 地域連携センター（KiU-Com きゅーこむ）　 
毎年、市民講座・市民相談（相続、税金、不動産関係等）を開催している。

## 施設

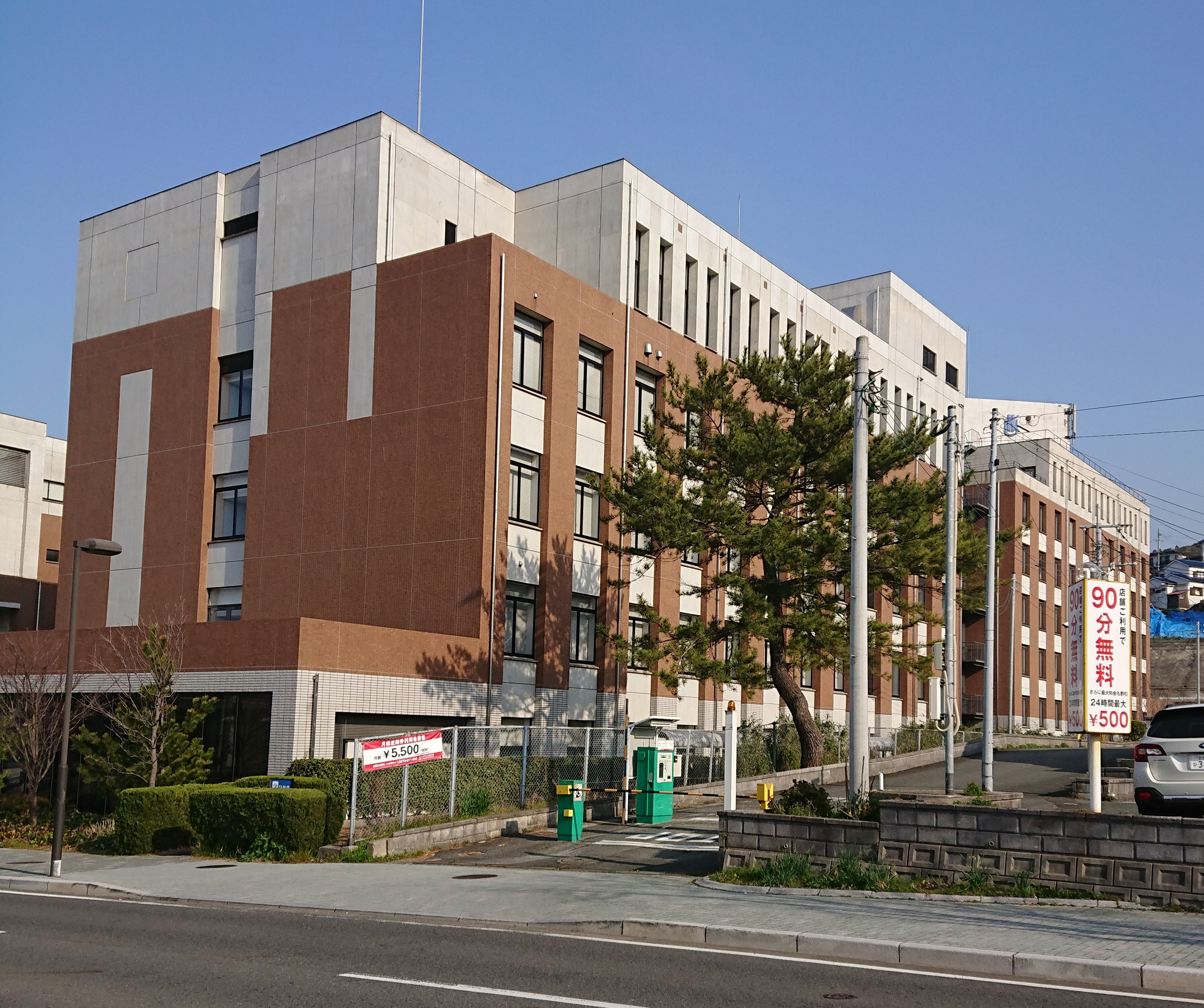
九州国際大学3号館

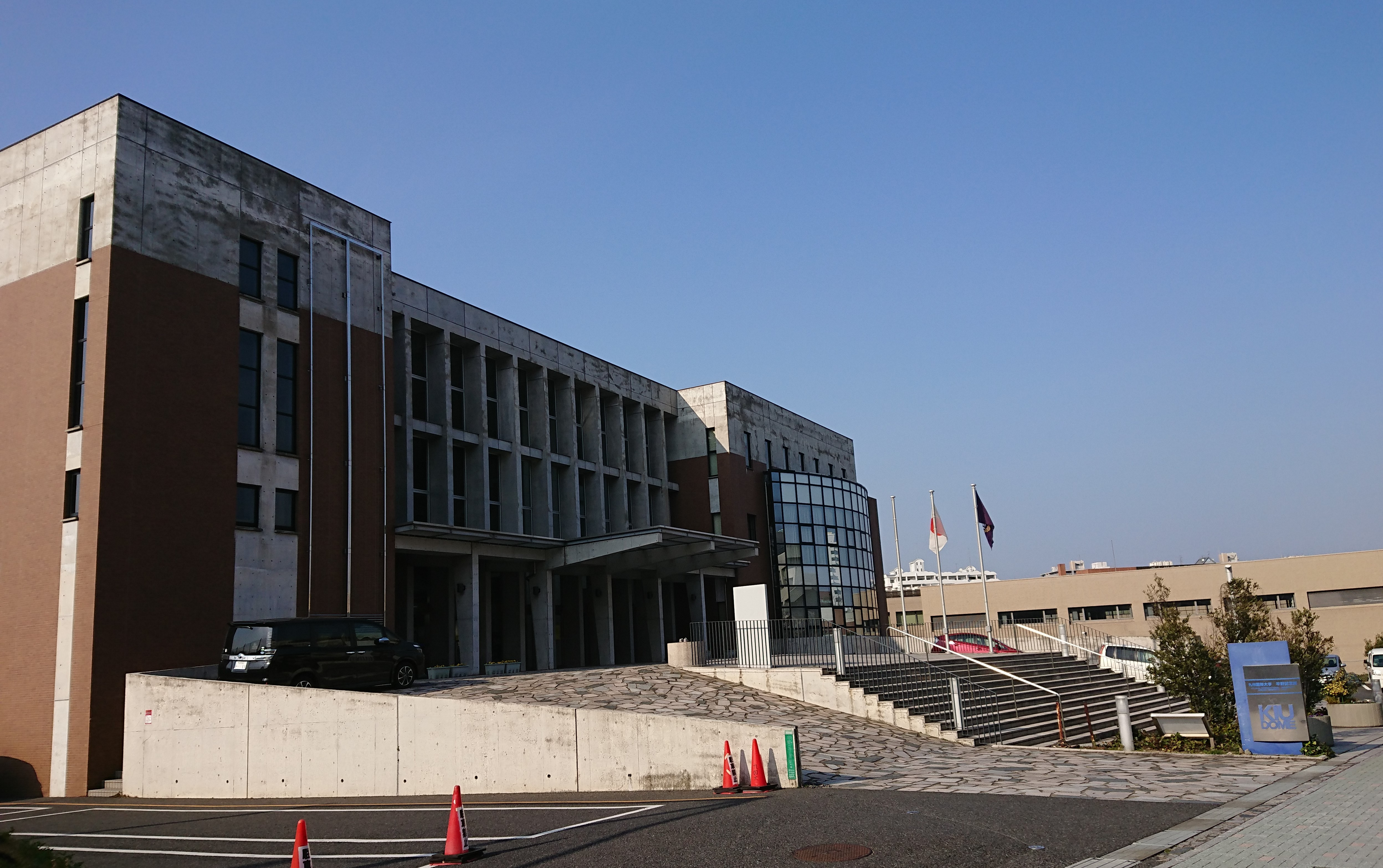
KIUドーム（平野記念館）

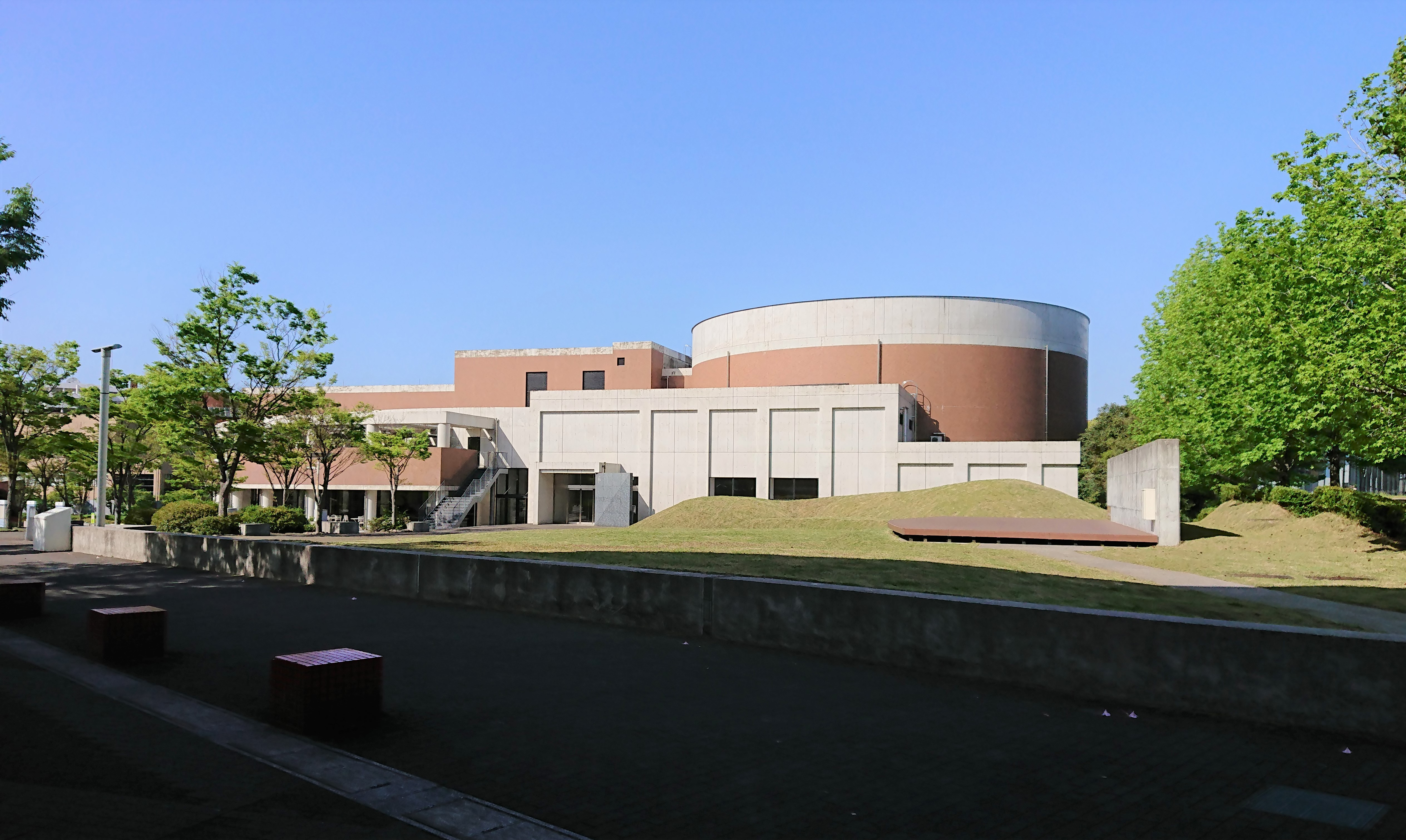
九州国際大学KIUホール

- 1号館

1階は大学事務受付、2階から4階まで教室。
- 2号館

1階から4階まで教室。
- 3号館

1階キャリア支援室。
2階から5階まで教室及び法廷教室(大阪地方裁判所の法廷をモデルに設計された)。
- メディアセンタービル（4号館）

1階メディアセンター、パソコン関係の教室がある。2階以上KIU図書館。
- 研究棟

大学院、教員の研究室。
- KIUホール

大講義室、学生食堂（一般市民の利用可能）、大学生協等。
- KIUドーム（平野記念館）

体育館、武道場、トレーニングルーム、ボクシングリング、各サークルの部室等を備えた複合施設。
- KIU Field

サッカー（JFA公認ロングパイル人工芝）、ラグビー、テニス、ランニング・コース等の多目的グラウンド。
- 若松グラウンド（若松区大字蜑住）

野球、ラグビー等の練習場。
- 九州国際大学若松サッカーグラウンド（若松区向洋町）

サッカー専用。
- 地域連携センター

北九州市八幡西区黒崎にある官民複合施設コムシティ(COM CITY)2階に設置された九州国際大学のサテライトキャンパス。

## 学生生活

### 大学祭
- 10月下旬～11月上旬に学園祭（橘祭）開催（近年は11月下旬に開催されることが多くなっている）[17]

### 部活動・クラブ活動・サークル活動
- 体育系サークル・文化系サークルが50部以上存在している。

体育系サークルでは硬式野球部（九州六大学野球連盟所属。リーグ優勝51回）が強豪であり、多くのプロ野球選手を輩出している。
他にウエイト・リフティング部（全国大学対抗男子優勝4回）は全国的な強豪校である。バスケットボール部、バドミントン部も九州・西日本地区で実績を上げており全日本学生選手権に何度も出場している。
かつてはラグビー部も九州学生ラグビー1部リーグに所属。1995年度には優勝し大学選手権に出場。
- 文化系サークルに学生自治会執行委員会を設置

法学研究会は昭和25年新制大学に昇格と同時に発足した最も歴史のあるサークルの一つであり、過去九州学生法律討論会では1位を5回獲得している。
報道部では北九州のコミュニティFM局AIR STATION HIBIKIで毎週火曜日に大学が提供番組を持っており学生が出演している。
- 大学応援歌として

歴代、主に体育会（体育系サークル）では応援歌 激励歌として八大節が歌われる事が多い。
また文科系サークルにおいても各行事で使用されていた。
現在の大学同窓会橘會総会においても当時の八大節が歌われる事がある。
尚、過去古式のバンカラスタイルの応援部（応援団、1958年頃から活動。明治大学大学院から帰還した瀬戸山登一助教授の影響で明治大学應援團を模範として創設された）があり体育会系の対外試合等で果敢に活動していたが現在は解散しており存在しない。

## 対外関係

### 他大学との協定
- 韓国
  - 漢陽大学校（ソウル）
  - 高麗大学校（ソウル）
  - 東亜大学校（釜山）
  - 釜山外国語大学校（釜山）
  - 霊山大学校（梁山）
  - 順天大学校（順天）

- 中国
  - 東北財経大学（大連）
  - 遼寧大学（遼寧）

- 台湾
  - 南開科技大學（南投縣）
  - 国立高雄餐旅大学（高雄）

- アメリカ合衆国
  - オールドドミニオン大学（ヴァージニア州）

- カナダ
  - カルガリー大学（アルバータ州）
  - ケープブレトン大学（ノヴァスコティア州）

- イギリス
  - チチェスター・カレッジ

- オーストラリア
  - スウィンバーン工科大学（ヴィクトリア州）

- フィリピン
  - シリマン大学（東ネグロス州）

- インドネシア
  - インドネシア大学

- タイ
  - タマサート大学（バンコク）[19]

### 学術連携協定
- 国際協力機構九州センター（ＪＩＣＡ九州）

国際貢献や学術研究・教育での連携に関する覚書を締結している。

### その他の連携協定
- 北九州市

防災対策に関する包括協定
地域防犯対策に関する協定
九州国際大学サテライト・キャンパスのコムシティへの進出に関する協定
- 北九州市教育委員会

北九州市民の生涯学習活動支援のための九州国際大学と北九州市教育委員会との連携に関する協定
- 福岡県警

地域防犯対策に関する協定
- RKB毎日放送

九州国際大学とRKB毎日放送との連携と協力に関する協定
- 遠賀信用金庫

遠賀信用金庫と九州国際大学との包括的地域連携に関する協定
- 福岡ひびき信用金庫

福岡ひびき信用金庫と九州国際大学との連携で新たなサービスに関する共同研究の協定
- 北九州商工会議所

北九州商工会議所と九州国際大学との連携に関する協定
- 八幡中央区商店街協同組合

八幡東区中央町地区における地域振興に向けた連携協定
- イオンモール八幡東

イオンモール八幡東と九州国際大学の産学連携協定
- 福智町

福智町と九州国際大学の教育連携・協力における協定
- 八幡医師会

北九州市八幡医師会と看護学部設置・運営に関する包括連携協定

## 付属学校
- 九州国際大学付属中学校・高等学校

## 交通
- JR八幡駅から徒歩10分
- 西鉄バス「平野一丁目」または「九州国際大学入口」バス停下車

## 周辺地域
大学キャンパスは国際協力事業団（JICA）九州研修センターと、国際村交流センターに挟まれた国際通り沿いに位置。この一帯は大学も含めて北九州市から国際交流ゾーンと指定されている。また北九州市立響ホール、一般財団法人九州健康総合センター、北九州市立八幡病院、八幡医師会看護専門学院、福岡国税局八幡税務署、等が隣接している。
大学前面道路は国際通り(市道 1686 平野3号線)と名付けられた市道で山手通り (北九州市)と接合している。
研究室棟の7Fにはキャンパス周辺の市内が一望できるラウンジ・カフェがある。

## 近代化遺産
- 九州専門学校武道場（現 三菱化学黒崎事業所武道場　敬止館）[24]

昭和15年、前身校である九州専門学校の武徳殿として戸畑市八王堂ヶ峯（現 八幡東区高見5丁目）に武道場として建設された。しかし九専はまもなく福岡高等商業学校と戦時強制統合され、戦後は占領軍が剣道など武道を一時禁止したこともあって道場は使用されない状態になっていた。昭和30年三菱化学工業株式会社に譲渡され八幡西区黒崎城石１番に移設、現在に至っている。

## 大学関係者一覧
- 九州国際大学の人物一覧